# NGC 2642
NGC 2642 (другие обозначения — MCG -1-22-33, IRAS08382-0356, PGC 24395) — галактика в созвездии Гидра.
Этот объект входит в число перечисленных в оригинальной редакции «Нового общего каталога».
В галактике вспыхнула сверхновая SN 2008bh типа II, её пиковая видимая звездная величина составила 16,3.
В галактике вспыхнула сверхновая SN 2002fj типа IIn, её пиковая видимая звездная величина составила 15,8.